# سلايما واندريرز
سلايما واندريرز هو نادي كرة قدم في مالطا تأسس في 1909. يلعب في الدوري المالطي الممتاز.

## وصلات خارجية
- الموقع الرسمي